# 民建乡 (云龙县)
民建乡，是中华人民共和国云南省大理白族自治州云龙县下辖的一个乡镇级行政单位。

## 行政区划
民建乡下辖以下地区：
布麻村、坡脚村、只嘎村、岔花村和边江村。